# 布埃伊阿里瓦
布埃伊阿里瓦（Buey Arriba）是古巴的城鎮，属格拉瑪省，距離首府巴亞莫30公里，面積452平方公里，海拔高度125米，根據2004年普查人口總數為31,327人，人口密度為每平方公里69.3人。